# Rajeev Motwani
Rajeev Motwani (in hindi राजीव मोटवानी; Nuova Delhi, 26 marzo 1962 – Atherton, 5 giugno 2009) è stato un docente indiano.
Era professore di informatica presso l'Università di Stanford. Le sue ricerche erano concentrate sulle teorie avanzate dell'informatica.
Motwani è conosciuto per essere uno dei padri, insieme a Larry Page e Sergey Brin, dell'algoritmo alla base di Google e consulente di PayPal e del fondo d'investimenti Sequoia Capital.
Oltre a numerosi riconoscimenti internazionali vinse il Premio Gödel nel 2001.
È stato trovato morto il 5 giugno 2009 nella piscina della sua villa di Atherton, California, sembra per un incidente (Motwani non sapeva infatti nuotare).